# Distrito de Schmalkalden-Meiningen
El distrito de Schmalkalden-Meiningen (en alemán: Landkreis Schmalkalden-Meiningen) es un Landkreis (distrito rural) ubicado al sudeste de Turingia (Alemania). Los territorios vecinos al noroeste son el distrito de Gotha, al este el distrito de Ilm y la ciudad independiente (kreisfreie Stadt) de Suhl, al sudoeste el distrito de Hildburghausen, al sur el distrito de Baviera de Rhön-Grabfeld, al este el distrito de Hessen Fulda y al noroeste el distrito de Wartburg. La capital del distrito recae sobre la ciudad de Meiningen.

## Composición del distrito
(Habitantes a 30 de junio de 2006)
| 1. Brotterode (2.993) 2. Meiningen (21.349) 3. Oberhof (1.674) 4. Schmalkalden (17.833) 5. Steinbach-Hallenberg (5.673) 6. Wasungen (3.734) 7. Zella-Mehlis (12.215) | 1. Benshausen (2.652) 2. Breitungen, (5.225), 1. Fambach (1.932) 2. Heßles (391) 3. Rosa (795) 4. Roßdorf (704) 3. Floh-Seligenthal (6.763) 4. Henneberg (664) 5. Herpf (939) 6. Rhönblick (2.997) 7. Rippershausen (944) 8. Schwallungen (2.736) 9. Stepfershausen (672) 10. Sülzfeld (885) 11. Trusetal (4.095) 12. Untermaßfeld (1.401) 13. Wernshausen (3.104) |

### Agrupaciones administrativas
* Posición de la administración
| 1. Verwaltungsgemeinschaft Dolmar 1. Christes (685) 2. Dillstädt (862) 3. Kühndorf (1.105) 4. Rohr (1.038) 5. Schwarza * (1.368) 6. Utendorf (498) 2. Verwaltungsgemeinschaft Grabfeld 1. Behrungen (623) 2. Berkach (382) 3. Bibra (589) 4. Exdorf (541) 5. Jüchsen (1.576) 6. Nordheim (254) 7. Queienfeld (529) 8. Rentwertshausen * (314) 9. Schwickershausen (372) 10. Wolfmannshausen (450) 3. Verwaltungsgemeinschaft Haselgrund 1. Altersbach (555) 2. Bermbach (586) 3. Oberschönau (942) 4. Rotterode (850) 5. Springstille (607) 6. Unterschönau (598) 7. Viernau * (2.170) | 4. Verwaltungsgemeinschaft Hohe Rhön 1. Aschenhausen (178) 2. Birx (184) 3. Erbenhausen (613) 4. Frankenheim (1.251) 5. Kaltensundheim * (873) 6. Kaltenwestheim (1.043) 7. Melpers (102) 8. Oberkatz (279) 9. Oberweid (579) 10. Unterweid (502) 5. Verwaltungsgemeinschaft Salzbrücke 1. Bauerbach (278) 2. Belrieth (381) 3. Einhausen (499) 4. Ellingshausen (271) 5. Leutersdorf (289) 6. Neubrunn (611) 7. Obermaßfeld-Grimmenthal * (1.299) 8. Ritschenhausen (360) 9. Vachdorf (844) 10. Wölfershausen (385) 6. Verwaltungsgemeinschaft Wasungen-Amt Sand 1. Friedelshausen (348) 2. Hümpfershausen (439) 3. Mehmels (388) 4. Metzels (689) 5. Oepfershausen (510) 6. Unterkatz (436) 7. Wahns (477) 8. Wallbach (378) 9. Walldorf (2.282) 10. Wasungen, ciudad * (3.734) |